# Amblyothele longipes
Amblyothele longipes is een spinnensoort in de taxonomische indeling van de wolfspinnen (Lycosidae).
Het dier behoort tot het geslacht Amblyothele. De wetenschappelijke naam van de soort werd voor het eerst geldig gepubliceerd in 2009 door Anthony Russell-Smith, Rudy Jocqué & Mark Alderweireldt.